# Lester Prairie, Minnesota
Lester Prairie, Minnesota (енгл. Lester Prairie) град је у америчкој савезној држави Минесота.

## Демографија
По попису из 2010. године број становника је 1.730, што је 353 (25,6%) становника више него 2000. године.
| Група             | 2000.         | 2010.         |
| Белци             | 1.306 (94,8%) | 1.527 (88,3%) |
| Афроамериканци    | 0 (0,0%)      | 4 (0,2%)      |
| Азијати           | 1 (0,1%)      | 19 (1,1%)     |
| Хиспаноамериканци | 68 (4,9%)     | 161 (9,3%)    |
| Укупно            | 1.377         | 1.730         |